# Pedro Elias Zadunaisky
Pedro Elias Zadunaisky  (n. 10 decembrie 1917, Rosario, Argentina, d. 7 octombrie 2009) a fost un astronom și matematician argentinian.
Zadunaisky a urmat cursurile universității din Rosario. El va obține în 1957 trei Guggenheim fellowships, unul la Universitatea Columbia din New York, al doilea în 1958 la Princeton University și al treilea în 1977 la University of Texas din Austin. Din cauza situației politice instabile părăsesește deja în 1966 Argentina, va reveni însă și va preda la University of Buenos Aires și la National University of La Plata. Concomitent conduce lucrările de cercetare la National Commission on Space Activity din Argentina. El stabilește printre altele orbita satelitului Phoebe și a cometei Halley ca și a lui Explorer 1, care a fost primul satelit american. Pedro Elias Zadunaisky a fost un pionier în cercetarea mecanicii cerești, ca și a forțelor gravitaționale, precum a unor orbite din sistemul solar. Asteroidul 4617, care a fost văzut în anul 2000 poartă numele lui Zadunaisky.